# International Film Festival of India

Logo des Festivals

Das International Film Festival of India (IFFI) ist ein internationales Filmfestival mit spezialisiertem Wettbewerb. Es ist das älteste Filmfestival Indiens.
Das erste Festival fand im Jahr 1952 statt, seit 1975 wird es jährlich veranstaltet. Als Hauptveranstalter treten das Indian Directorate of Film Festivals und das indische Ministerium für Information und Rundfunk auf. Der Veranstaltungsort wechselte jährlich (meist Neu-Delhi); seit 2004 ist es aber fest stationiert im indischen Bundesstaat Goa. Das International Film Festival of India ist beim internationalen Filmproduzentenverband FIAPF akkreditiert. Seit 2008 wird das Festival unter der Führung von Manoj Srivastava, Geschäftsführer der Entertainment Society Of Goa, veranstaltet. Das 46. International Filmfestival of India fand vom 20. November bis zum 30. November 2015 statt.
Im Wettbewerb laufen in Asien produzierte Filme von Regisseuren mit asiatischer Herkunft. Die beiden Hauptpreise sind:
- der Goldene Pfau für den besten Film eines asiatischen Regisseurs
- der Silberne Pfau für den vielversprechendsten asiatischen Regisseur

Neben weiteren Sektionen wie Tributes, Hommagen und indisches Mainstream-Kino (Bollywood) gibt es auch eine internationale Panorama-Sektion („Cinema of the World“) mit Filmen, die vorher noch nicht in Indien gezeigt worden sind. Insgesamt werden jeweils etwa 200 Filme präsentiert.  